# Losenstein
Losenstein là một đô thị ở phía nam Thượng Áo, Áo. Dân số cuối năm 2005 là 1697 người. 45% diện tích khu vực này là rừng, 39,7% là đất nông nghiệp. Kích thước khu vực này là 8,1 km bắc-nam và 4,5 km đông-tây.
Lostenstein là nơi sinh của nhà thơ Anton Schosser (1801-1849). Một trong các bài hát nổi tiếng của ông là Erzherzog-Johann-Jodler "Wo i geh und steh". 
Tại đây có phế tích lâu đài Losenstei thế kỷ 12.